# 德尼切伊鄉
44°54′N 24°23′E / 44.900°N 24.383°E
德尼切伊鄉（羅馬尼亞語：Comuna Dănicei, Vâlcea），是羅馬尼亞的鄉份，位於該國西南部，由沃爾恰縣負責管轄，處於布加勒斯特以西140公里，每年平均降雨量1,040毫米，海拔高度450米，2002年人口2,338。